# TMEM31
TMEM31 (англ. Transmembrane protein 31) – білок, який кодується однойменним геном, розташованим у людей на довгому плечі X-хромосоми. Довжина поліпептидного ланцюга білка становить 168 амінокислот, а молекулярна маса — 19 813.
| 10         |  | 20         |  | 30         |  | 40         |  | 50         |
| ---------- |  | ---------- |  | ---------- |  | ---------- |  | ---------- |
| MRLTEKSEGE |  | QQLKPNNSNA |  | PNEDQEEEIQ |  | QSEQHTPARQ |  | RTQRADTQPS |
| RCRLPSRRTP |  | TTSSDRTINL |  | LEVLPWPTEW |  | IFNPYRLPAL |  | FELYPEFLLV |
| FKEAFHDISH |  | CLKAQMEKIG |  | LPIILHLFAL |  | STLYFYKFFL |  | PTILSLSFFI |
| LLVLLLLLFI |  | IVFILIFF   |  |            |  |            |  |            |

A: Аланін

C: Цистеїн

D: Аспарагінова кислота

E: Глутамінова кислота

F: Фенілаланін

G: Гліцин

H: Гістидин

I: Ізолейцин

K: Лізин

L: Лейцин

M: Метіонін

N: Аспарагін

P: Пролін

Q: Глутамін

R: Аргінін

S: Серин

T: Треонін

V: Валін

W: Триптофан

Локалізований у мембрані.